# سانتا کروس ده لوریکا
سانتا کروس ده لوریکا (به اسپانیایی: Santa Cruz de Lorica) یک سکونتگاه مسکونی در کلمبیا است که در بخش کوردوبا واقع شده‌است.

## خصوصیات
سانتا کروس ده لوریکا ۱٬۰۳۳ کیلومترمربع مساحت و ۵۴٬۲۱۳ نفر جمعیت دارد و ۷ متر بالاتر از سطح دریا واقع شده‌است.